# タケロト2世
タケロト2世（Takelot II、在位：紀元前840? ‐ 815年頃?）は古代エジプト第3中間期のファラオ。即位名は「明るきはラーの出現、ラーに選ばれしもの」を意味するヘジュケペルラー・セテプエンラー。

## 概要
アメンの大司祭ニムロトの息子で、第22王朝のオソルコン2世の孫。祖父の治世中、王に先立って死去した父の後を継ぎ、大司祭の職を務めた。王の死後はその後継者に任じられ、タニスで第22王朝の第5代ファラオとして即位し、エジプト全土を統治したと長年考えられてきた。しかし近年の研究で、長い間タケロト2世の時代の物とされてきた考古学的史料の内、下エジプトで出土した品々の多くが曽祖父のタケロト1世の時代の遺物であることが判明し、その支配地域が上エジプトに限定されていた可能性が強まった。
そのため現在ではタケロト2世と、その後継者と考えられていたシェションク3世という2人の王が同時代に並立していたとする説が有力になりつつある。
タケロト2世が先王の孫にしてアメンの大司祭という確固たる地位を持つのに対し、シェションク3世の出自については全く不明で、オソルコン2世との関係も分かっていない。これはオソルコン2世の死に伴い、王位の継承を巡って何らかの変事があった事を覗わせる。自分以外の者の即位を不服に思ったタケロト2世が、テーベに独自に王国を作り、タニスの政府に対抗しようとした可能性は高いと見られている。したがって、現在ではタケロト2世を第22王朝本流の王ではなく、傍流の第23王朝の王と見なす研究者も多い。